# Are You Passionate?
Are You Passionate? je dvacátépáté studiové album kanadského hudebníka Neila Younga, vydané v dubnu 2002 u vydavatelství Reprise Records. Na albu se podíleli tři členové skupiny Booker T. & the M.G.'s; konkrétně klávesista Booker T. Jones, baskytarista Donald „Duck“ Dunn a bubeník Steve Potts. V písni „Goin' Home“ hrají členové skupiny Crazy Horse.

## Seznam skladeb
Autorem všech skladeb je Neil Young.
| Pořadí | Název                        | Délka |
| ------ | ---------------------------- | ----- |
| 1.     | You're My Girl               | 4:41  |
| 2.     | Mr. Disappointment           | 5:26  |
| 3.     | Differently                  | 6:04  |
| 4.     | Quit (Don't Say You Love Me) | 6:02  |
| 5.     | Let's Roll                   | 5:54  |
| 6.     | Are You Passionate?          | 5:08  |
| 7.     | Goin' Home                   | 8:49  |
| 8.     | When I Hold You in My Arms   | 4:44  |
| 9.     | Be with You                  | 3:32  |
| 10.    | Two Old Friends              | 6:15  |
| 11.    | She's a Healer               | 9:08  |

## Obsazení
- Neil Young – zpěv, kytara, klavír
- Booker T. Jones – varhany, vibrafon, zpěv
- Donald „Duck“ Dunn – baskytara, zpěv
- Steve Potts – bicí, bonga, tamburína
- Frank „Poncho“ Sampedro – kytara, zpěv
- Tom Bray – trubka
- Pegi Young – zpěv
- Astrid Young – zpěv
- Billy Talbot – baskytara
- Ralph Molina – bicí, zpěv